# El Tambor de la Tribu
El Tambor de la Tribu es una banda de pop rock guatemalteca. Creada en junio de 2002 fusiona diversos ritmos de la música latina con sonidos de vanguardia, y abarca géneros como el Rock, Soul y Reggae que logran definir el estilo de esta banda como rock pop latino. Es una de las bandas más representativas de la escena del rock guatemalteco de la posguerra. Han editado cuatro álbumes de estudio: Afinando Los cueros (2005), Alborada (2007) y Perfume (2012). Actualmente estrenaron su más reciente álbum, Felina(2016), donde incluyen 13 canciones que están resaltándose en las principales radios de Guatemala.
Han compartido escenario con grandes artistas como: Maná, Shakira, Belanova, Aleks Syntek, Carlos Vives, La 5ta Estación, Rabanes, La Oreja de Van Gogh, Julieta Venegas, Reik, entre otros. Su música suena en las principales radios de Guatemala, El Salvador, Honduras, Nicaragua y Costa Rica. Así como en Perú, Ecuador, Argentina, España, México y Estados Unidos.

## Historia
Sus integrantes son originarios de la Isla de Flores, Petén al norte de Guatemala. La familia los une ya que son primos varios de sus integrantes: Alejandro Puga en la voz, Ricardo Ortiz en el bajo, Alberto "Raulito" Fuentes en la guitarra, Ricardo Fuentes en los teclados y Manuel Ruano en la batería. La banda da sus primeros pasos en el año 1999 cuando nace la inquietud de formar una banda, pero no es hasta el 2002 que se consolida como el Tambor de la Tribu.
Grabaron un EP (Skalavera) en 2004 con 6 canciones, de las cuales su primer sencillo "Skalavera", fue todo un boom en las radios de Guatemala, manteniéndose en primer lugares en varias estaciones simultáneamente por varias semanas. Esto los llevó a su primera casa disquera Strip Records, con quienes grabaron a finales de ese año su primer álbum: "Afinando los Cueros". Con este álbum inician su primera gira nacional, convirtiéndose en la banda revelación del país. A pocos días del lanzamiento de su álbum (abril de 2005), se convierte en primer lugar de ventas en Guatemala, siendo el disco más vendido ese año de un artista guatemalteco.
Gracias a su éxito participan en varios festivales en Guatemala, el sur de México, Belice y El Salvador. Además de Skalavera, los sencillos: Watch it, Tu Mujer, Te necesito alcanzan nuevamente el primer lugar en las radios de Guatemala a nivel nacional. A raíz de eso ganan varios premios y reconocimientos como Mejor Artista Nuevo, Canción del Año, y Álbum del Año. Además su sencillo WATCH IT fue utilizado como tema de la campaña de Mc Donald´s Latino en EE. UU.
En 2006 su gira se extiende hacia otros países de Centroamérica como Nicaragua y Costa Rica. Luego de más de 150 presentaciones, regresan al estudio para grabar su segundo álbum "Alborada". De nuevo bajo el sello Strip Records, el álbum es grabado a finales del 2006 y su lanzamiento se hace en marzo del 2007. Su primer sencillo No Estas, logra posicionarse en los primeros lugares de las radios, y el segundo sencillo Ay Amor, pone de manifiesto el poder radial de la banda, convirtiéndose nuevamente en número 1 a nivel nacional. Además, gracias a este tema se hacen acreedores nuevamente el premio a Canción del Año.
Para el año 2008 inician una gira promocional en EE. UU. y visitan Ciudad de México donde su música suena hasta la actualidad. La cadena española radial: Los 40 Principales les entrega el premio a Mejor Artista de Guatemala en diciembre del 2008 en Madrid, España en los Premios Principales de dicho año. Realizan Giras en la región con Cerveza Gallo, TIGO & Doritos.
En el año 2009 gracias al protagonismo que adquieren en Centroamérica, son invitados a festivales en Nicaragua y el sur de EE. UU. En ese mismo año la banda lanza un disco compilatorio de sus primeros 2 álbumes, con 3 canciones inéditas llamado Sexxennium. Vendiendo más de 10 mil copias a nivel regional.
En el año 2010, trabajan junto a los productores panameños los Gaitan Bros, en el material de su tercer álbum PERFUME, el cual es grabado en la ciudad de Miami, EE. UU. en junio de ese mismo año. El Primer sencillo de este álbum Camino a tu Corazón, el cual incluye una colaboración con Emilio Regueira de Los Rabanes, la cual se convierte inmediatamente en número 1 en Guatemala en febrero del 2011, a días de su lanzamiento.
El video de este tema, se convierte también en los vídeos más solicitados en el Canal Ritmoson Latino de México. Luego del éxito de su primer corte, la banda lanza Vuelve el segundo sencillo de Perfume el cual les abre puertas en nuevos horizontes, ya que es nominada a mejor canción internacional en Lima, Perú en el 2012.
Para el año 2016 lazaron su más reciente álbum titulado Felina donde estrenaron canciones nuevas tales como Tu reflejo, Ahí estaré yo, Satélite, Rinconcito, Postal de verano, Cuéntame, Manos Vacías, Ay Amor MXVII, Scalavera, canciones que forman una trilogía tales como Princesa, Prendido a ti, Presos que narra la muerte de una muchacha, donde son se les acusa de que son responsables del hecho, y son investigados por el FBI, estas canciones y temas principales que sobresalieron en años pasados presentaron nuevos sencillos, luego de 4 años de arduo trabajo grabando su álbum. Actualmente gracias a su buena música son invitados a festivales nacionales tales como Festival de Independencia Gallo, Gallo Evolution 2017, entre otros, donde la banda se siente segura de sí misma que serán buenos años para la carrera de estos músicos guatemaltecos.

## Integrantes
- Alejandro Puga (voz)
- Ricardo "Kuzuco" Ortiz (bajo)
- Alberto "Rau" Fuentes (guitarra)
- Ricardo Fuentes (teclados)
- Meme Ruano (batería)

## Discografía
```
2005: 
Afinando los Cueros
.
```

Su primera producción discográfica fue lanzada en abril del año 2005. En cada corte se invita al baile, una fiesta donde la alegría no es banal, ya que las letras se comprometen con el mensaje. De este material se desprendieron 6 sencillos. Skalavera, que ocupó el primer lugar radial en Guatemala por varias semanas consecutivas. Watch it, también logró posicionarse en el primer lugar de los top radiales del país. Te necesito, ocupando importantes posiciones en el Top 10 de Guatemala. En el mar te miras más sabrosa, constituyéndose como el tema del verano 2006. Si te vas, y Tu Mujer, este último un cover de una famosa banda tropical del país de los años 80. Además han sido ganadores del premio Aplauzo al grupo revelación 2005, y como mejor grupo pop de los premios Arcoiris Maya 2005, Mejor Disco premios Aplauzo, 2006. En la Grabación del Álbum colaboran Álvaro Rodríguez & Rudy Bethancourt de Bohemia Suburbana & Francisco Páez de Malacates Trébol Shop como músicos invitados.
TRACKLIST
1.	Watch it
2.	Panchito el avioncito
3.	Skalavera
4.	Suavecito
5.	Hoy
6.	Te vi
7.	La Santa Cachucha
8.	Si Te Vas
9.	Dame Tu Amor
10.	Te Necesito
11.	En el Mar te miras más sabrosa
12.	Tú Mujer
13.	Skalavera (radio edit)
CREDITOS
Producción Ejectuvia: 	 César García, Strip Records
Producido Por:		 Luís Ortega & el Tambor de la Tribu
Grabación & Mezcla:		 Luís Ortega en Sound House Studios, Guatemala.
Masterizado Por:		 Joe Lambert en Classic Sound, New York.
Fotografía & Diseño: 	 Andrés Asturias.
Artistas Invitados
Juan Pablo Perea: 	Bajo
Eliézer Suárez:	 Percusión
Luis Ortega:		Batería en 10
Álvaro Rodríguez: 	Hammond B3 en 4 y Teclados Adicionales en 5
Rudy Bethancourt:	Acordeón en 10
Francisco Páez:	Coros en 1,3,9 y 13
```
2007: 
Alborada
.
```

Su segunda producción fue lanzada recientemente en junio del año 2007. Un disco transitorio, donde muestran parte de la esencia mostrada en Afinando los Cueros, pero con un sonido más maduro, vigorizado, y fino a la vez. El disco se compone de 12 temas, de los cuales se han desprendido a la fecha 2 sencillos. No estás, el primero una canción al estilo punk-reggae del Tambor, con mucha fuerza, que fue la encargada de romper el hielo, tras varios meses ausentes de los escenarios. Luego, Ay Amor un tema con sabor a cumbia, algo totalmente nuevo en este disco, una balada de amor que ha tomado por sorpresa a sus fanes, y los listados radiales del país. Lograron alcanzar el Disco de Oro por más de 5,000 unidades vendidas en Guatemala & Centro América. Entre los músicos invitados participa Francisco "Pancho" Cabrera de Viento en Contra & Jacobo Nitsch de Malacates Trébol Shop.
TRACKLIST
1.	No Estas
2.	Solo Me Faltas Tú
3.	Linda Morena
4.	Amor Barato
5.	Loco
6.	Volar a ti
7.	Mía Mama
8.	Candela
9.	Ay Amor
10.	Mal d´Amores
11.	Ballerina
12.	Me Picas
CREDITOS
Producción Ejecutiva: 	César García, Strip Records y el Tambor de la Tribu
Producido Por: 		 Luis Ortega y el Tambor de la Tribu
Grabado Por: 			Luis Ortega y Ricardo Ortiz en La Casita Records & Mr. Music Guatemala.
Mezclado Por: 		 Luis Ortega y Ricardo Ortiz
Masterizado Por: 		Fernando Quijivix en GESDISA
Fotografía & Diseño:		Juan Brenner, Ambus Studio.
Artistas Invitados
Fernando Pérez: 	Percusión
Pancho Cabrera: 	Coros Adicionales
Eric Rodríguez: 	Saxofón en 2
Jacobo Nitch: 		Trompeta en 2
```
2012: 
Perfume
.
```

Bajo la producción de los Gaitanes (Gloria Estefan, Paulina Rubio, Marc Anthony), este álbum fue grabado en Miami en (Crescent Moon & Baluarte Studios). El Álbum contiene 10 tracks, entre los cuales destaca una participación con Los Rabanes de Panamá. Entre los artistas invitados esta también: Archie Peña (Shakira) en las percusiones. Fue mezclado por Javier Garza & masterizado por Mike Couzzi, ambos ganadores del Grammy por sus diversos trabajos con varios artistas. Sus primeros sencillos Camino a tu Corazón, Vuelve, Dame & Regresa a Mi han sido altamente aceptados en las radios centro americanas, así como también en Perú, Ecuador, Colombia & Argentina.
TRACKLIST
1.	 Camino a tu Corazón Feat. Los Rabanes
2.	Vuelve
3.	Regresa a mi
4.	Aquí
5.	Dame
6.	Me hace Falta tu Calor
7.	Cerca de mi
8.	Sin Aliento
9.	Te extraño
10.	Adiós Mundo Cruel
CREDITOS
Producción: 		Gaitan Bros para Crescent Moon Inc.
Coproducción: 	el Tambor de la Tribu
Arreglos: 		 Gaitan Bros & Tambor de la Tribu
Grabado Por: 		Scott Canto & Gaitan Bros
Mezclado Por:	 Javier Garza
Masterizado Por: 	Mike Couzzi
Grabado en: 		Crescent Moon Studios Miami, Baluarte Music Studios Miami, Gaitan Bros Studios Miami, Nerd Audio Suite Guatemala & Dream's Factory Studios Panamá.
Fotografía & Diseño:	Juan Brenner, Ambus Studio.
Artistas Invitados
Emilio Regueira: 	Voz en 1.
Archie Peña: 		Percusión y Batería
Gaitan Bros:		Coros
Ricardo Gaitán: 	Teclados Adicionales

## Videografía
Ay Amor
Dirigido por Julio Hernández
http://www.youtube.com/watch?v=c8sTisdOejk
Camino a tu Corazón
Dirigido por Felipe Sepulveda
http://www.youtube.com/watch?v=UHptJcyVPVI
Vuelve
Dirigido por Felipe Sepulveda
http://www.youtube.com/watch?v=1VW4XnVK62o
Dame
Dirigido por Felipe Sepulveda
http://www.youtube.com/watch?v=N5Of3wE3v1Y
Regresa a Mi
Dirigido por Felipe Sepulveda
http://www.youtube.com/watch?v=wKK-YH61idg
Sin Aliento
Dirigido por Felipe Sepulveda
http://www.youtube.com/watch?v=Y33s_PmyZf8